# Ray Moseley
Ray Moseley (1932) es un periodista estadounidense. Ha trabajado en el Chicago Tribune y en United Press International, siendo corresponsal en ciudades como Roma, Nairobi, El Cairo, Moscú, Belgrado, Berlín o Washington. En 1982 fue finalista para el Premio Pulitzer al mejor reportero internacional, gracias a una serie de trabajos relacionados con el África negra.
En el año 2000 publicó Mussolini's Shadow: The Double Life of Count Galeazzo Ciano (Yale University Press, 2000), una biografía de Galeazzo Ciano, yerno de Benito Mussolini. De ella se ha señalado que da mucho peso a los testimonios de los involucrados así como la carencia en ciertos puntos de una «evidencia documental». César Vidal la describe como un «magnífico acercamiento» a la figura de Ciano.
En 2004 publicó Mussolini: The Last 600 Days of Il Duce (Taylor Trade Publishing), una obra sobre los últimos días del dictador italiano, a partir de julio de 1943, de la que se ha señalado que hace especial énfasis en los pequeños detalles; además de afirmarse que la parte relacionada con el relato del robo de los restos de Mussolini se asemeja al «argumento de una película mala de terror».